# Điểm Omega

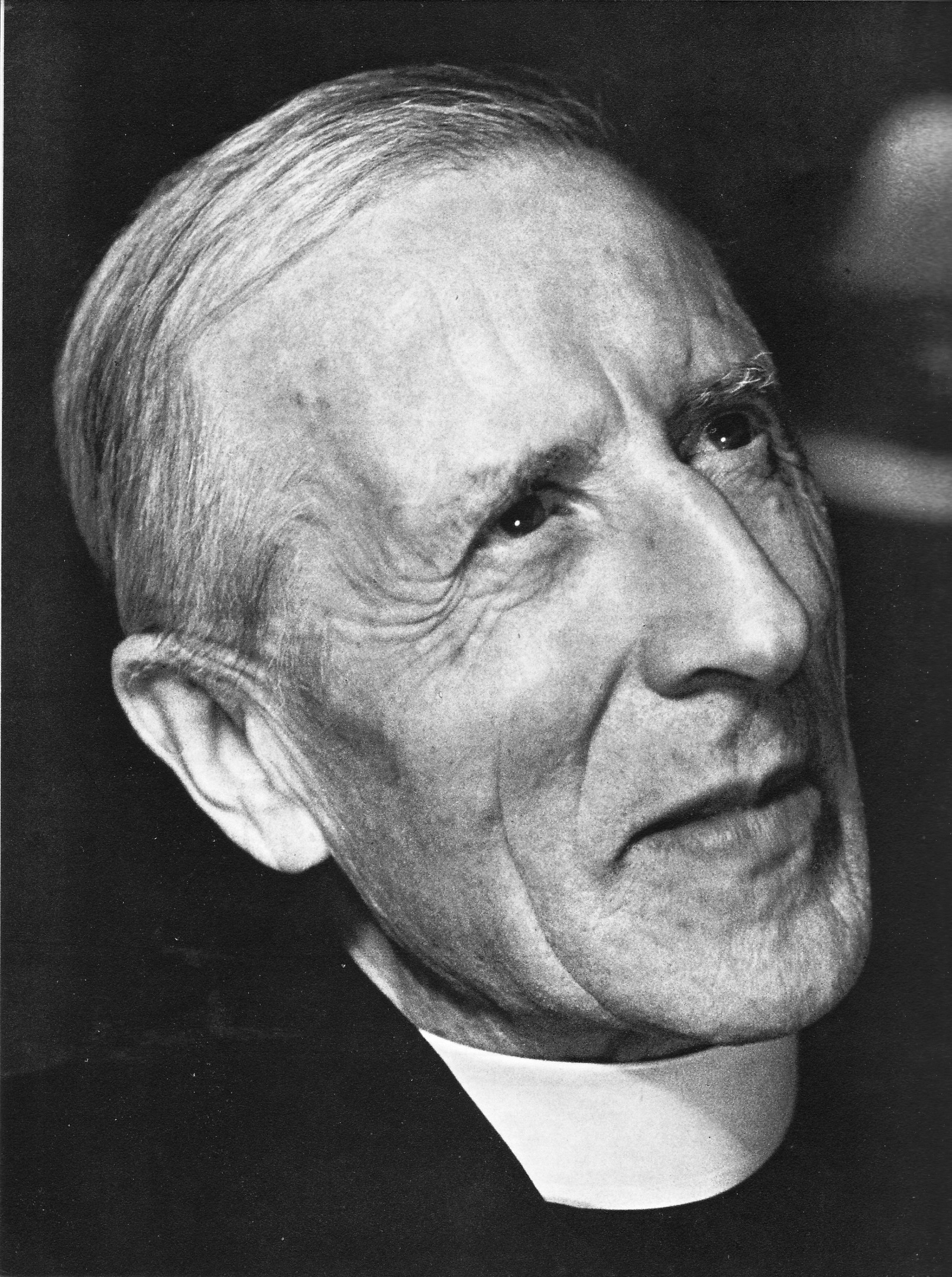
Pierre Teilhard de Chardin (1947)

Điểm Omega là một sự kiện trong tương lai khi mà toàn thể vũ trụ hướng tới một điểm thống nhất sau cùng, được phát triển bởi linh mục người Pháp Pierre Teilhard de Chardin S.J. (1811–1955). Theo Linh mục Teilhard de Chardin, Điểm Omega tương tự như Ngôi Lời trong Kitô giáo, tức là Đức Kitô (Đấng Christ), đấng lôi kéo mọi vật về phía mình, đấng là "Thiên Chúa bởi Thiên Chúa", "Ánh Sáng bởi Ánh Sáng", "Thiên Chúa thật bởi Thiên Chúa thật" và "nhờ Người mà muôn vật được tạo thành" theo tín biểu Nicaea. Trong sách Khải Huyền, Đức Kitô ba lần phán rằng mình là "Alpha và Omega, là Ðầu hết và là Sau hết" (Khải Huyền 22:13). Nhiều thập kỷ sau khi Linh mục Teilhard de Chardin qua đời, khái niệm Điểm Omega tiếp tục được phát triển ngang qua các trước tác của John David Garcia (1971), Paolo Soleri (1981), Frank Tipler (1994) và David Deutsch (1997).